# Tsarevitj Aleksej
Tsarevitj Aleksej (russisk: Царевич Алексей) er en russisk spillefilm fra 1997 af Vitalij Melnikov.

## Medvirkende
- Aleksej Zujev som Aleksei Petrovitj
- Viktor Stepanov som Pjotr I
- Jekaterina Kulakov som Jefrosinja
- Natalja Jegorova som Jekaterina
- Roman Gromadskij